# ǀXam

Wahlspruch der Republik Südafrika (Detail des Staatswappens)

ǀXam, oder ǀXam Kaǃkʼe, ist eine im 20. Jahrhundert ausgestorbene Khoisan-Sprache, die in Südafrika in einem Gebiet südlich des Mittellaufs des Oranje-Flusses gesprochen wurde. Sie gehört der Tuu-Sprachfamilie an. Sie ist nah verwandt zu Nǁng, das noch einige Sprecher aufweist.
ǀXam ist die Sprache des am 27. April 2000 angenommenen Wahlspruchs der Republik Südafrika:
ǃke e: ǀxarra ǁke
(„Unterschiedliche Menschen vereinen sich“, zumeist wiedergegeben in Formen mit Kollektivbezug wie „Unterschiedliche Völker vereint“). Es ist nicht bekannt, ob dies in ǀXam tatsächlich eine Redensart gewesen sein könnte. ǀXam ist als ausgestorbene Sprache keine der elf Amtssprachen Südafrikas. Im Wappen Südafrikas ist der Wahlspruch in der Schreibweise „!ke e: /xarra //ke“ zu lesen, also mit in ASCII zitierbarer Schreibung der Klicklaute.
Ein bedeutender Teil der wissenschaftlichen Arbeit über ǀXam wurde von Wilhelm Bleek geleistet, einem deutschen Linguisten des 19. Jahrhunderts.